# Piaggio P.32
Die Piaggio P.32 war ein mittelschwerer Bomber des italienischen Herstellers Piaggio.

## Geschichte und Konstruktion
Nach Erfahrungen, die in der Entwicklung von Versuchs- und Rekordflugzeugen wie der P.16, P23M und P23R gesammelt wurden, entwarf Piaggio die P.32 mit relativ kleinen Tragflächen, was eine höhere Flächenbelastung bedeutete. Hierdurch waren Vorflügel und doppelte Tragflächenhinterkantenklappen erforderlich, um den Auftrieb bei Start und Landung zu erhöhen. Die P.32 war ein zweimotoriger Eindecker mit einer fünf- oder sechsköpfigen Besatzung. Das Flugzeug war aus Holz gefertigt und mit verglastem Bug, niedrigem Cockpit, doppeltem Leitwerk und einziehbarem Spornradfahrwerk ausgerüstet. Der Rumpf hatte eine bananenähnliche Form. Die Maschine besaß jeweils auf und unter dem Rumpf sowie im Bug Maschinengewehre zur Selbstverteidigung und konnte bis zu 1600 kg Bomben laden.
Die Entwicklung des Flugzeugs begann 1934 auf Grund einer Ausschreibung der Regia Aeronautica. Die P.32 war einer von vielen Entwürfen, mit Abstand jedoch der modernste. Der Prototyp flog erstmals im Jahr 1936 und wurde in Guidonia von der Regia Aeronautica getestet, was zu einer Bestellung über zwölf Flugzeuge führte. Ein zweiter Auftrag über fünf Exemplare folgte, wobei diese Maschinen mit 615 kW leistenden V12-Kolbenmotoren Isotta Fraschini Asso XI.RC ausgestattet waren und die Bezeichnung P.32 I trugen.
Im Frühjahr 1937 wurden die ersten P.32 der XXXVII Gruppo BT, 18 Stormo zugeführt. Die für die damalige Zeit sehr fortschrittliche Tragflächenkonstruktion erforderte, dass die Maschinen nur von speziell ausgebildeten Besatzungen geflogen werden durfte. In Folge erwies sich das Flugzeug als extrem untermotorisiert und erreichte dadurch nur maximal 386 km/h – ohne Bombenzuladung und ohne Abwehrwaffen. Auch war sie nicht in der Lage, mit nur einem Motor zu fliegen und ihre Manövriereigenschaften waren schlechter als die der Savoia-Marchetti SM.79 oder der Fiat BR.20.
Die P.32 II war mit leistungsstärkeren Piaggio-P.XI-RC-40-Sternmotoren mit je 750 kW ausgestattet; im Frühjahr 1938 wurden zwölf Stück geliefert. Durch die stärkeren Motoren konnte lediglich die Steigleistung verbessert werden. Wegen des höheren Gewichts kam es jedoch zu keiner Steigerung der Höchstgeschwindigkeit und die Reichweite verringerte sich bei höherem Kraftstoffverbrauch von 1950 km auf 1700 km.
Bei der P.32bis wurde die gesamte Konstruktion überarbeitet und mit Isotta-Fraschini-Asso-XI-Motoren ausgestattet, wodurch das Leergewicht von 6355 kg auf 5700 kg gesenkt werden konnte und eine Höchstgeschwindigkeit von 378 km/h bei einer Dienstgipfelhöhe von 6300 m erreicht wurde. Nach dem Einbau von Sternmotoren des Typs Piaggio P.XI RC 40 erreichte die Maschine sogar 420 km/h und 8000 m Höhe. Der Prototyp stürzte am 25. Februar 1938 ab, wobei der Testpilot starb; die Entwicklung wurde danach nicht mehr fortgesetzt.
Die P.32 I und II wurden im April 1938 aus dem aktiven Dienst zurückgezogen und nur noch zur Schulung eingesetzt.

## Varianten
- P.32 I – von V12-Kolbenmotoren Isotta Fraschini Asso XI.RC mit je 615 kW (836 PS) angetrieben
- P.32 II – von Sternmotoren Piaggio P.XI RC 40 mit je 750 kW (1.020 PS) angetrieben
- Caproni Ca.405 Procellaria – spezielle Version von Caproni für das Luftrennen Istres–Damaskus–Paris von 1937, die jedoch nicht rechtzeitig fertig wurde[1]
- P.32 Bis – überarbeitete Version von Caproni-Reggiane als Ca.400 mit zwei unterschiedlichen Motoren getestet, ein Prototyp gebaut

## Militärische Nutzung
- Italien
  - Regia Aeronautica

## Technische Daten

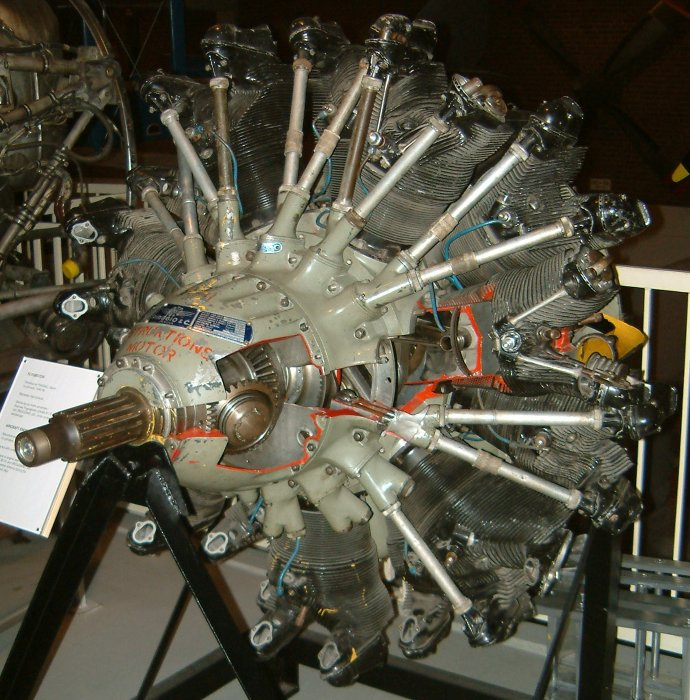
Sternmotor Piaggio-P.XI

| Kenngröße             | Daten (P.32 I)                                                             |
| --------------------- | -------------------------------------------------------------------------- |
| Besatzung             | 5/6                                                                        |
| Länge                 | 16,3 m                                                                     |
| Spannweite            | 18 m                                                                       |
| Höhe                  | 5,1 m                                                                      |
| Flügelfläche          | 60 m²                                                                      |
| Flügelstreckung       | 5,4                                                                        |
| Leermasse             | 6355 kg                                                                    |
| max. Startmasse       | 9355 kg                                                                    |
| Reisegeschwindigkeit  | ? km/h                                                                     |
| Höchstgeschwindigkeit | 386 km/h                                                                   |
| Dienstgipfelhöhe      | 7250 m                                                                     |
| Reichweite            | 1950 km                                                                    |
| Triebwerke            | 2 × V12-Kolbenmotoren Isotta Fraschini Asso XI.RC40 mit je 615 kW (836 PS) |
| Bewaffnung            | 5 × 7,7-mm-Maschinengewehre Breda-SAFAT 1600 kg Bomben                     |